# Həmid Həbib Qasımbəyov
Həmid Həbib Qasımbəyov (aserbaidschanisch Qasımbəyov Həmid Həbib bəy oğlu; russisch Гамид Габиб Касумбеков; * 3. Mai 1923 in Nachitschewan; † 22. April 2005 in Baku) war ein sowjetischer Vizeadmiral und Kommandeur der Kaspischen Flottille aserbaidschanischer Herkunft.

## Leben
Qasımbəyov schloss 1940 die Mittelschule mit „Auszeichnung“ ab und begann anschließend ein Studium an der Fakultät für Eisenbahnbau am Moskauer Institut für Verkehrsingenieurwesen. Neben der Ausbildung arbeitete er als Schmied in einem buntmetallverarbeitenden Betrieb. Nach Ausbruch des Deutsch-Sowjetischen Krieges diente er bei der Flugabwehr in der sowjetischen Hauptstadt. Ab Ende Dezember 1941 studierte er an der Kaspischen Höheren Seekriegsschule in Baku. Als Offiziersschüler beteiligte er sich am Schutz von Kriegs- und Frachtschiffen sowie an der Suche von deutschen U-Booten im Schwarzen Meer. Ab Februar 1945 diente er in der Schwarzmeerflotte. Er wurde anschließend nach Wladiwostok kommandiert, um in den USA gebaute Schiffe zu übernehmen. Er diente in der Pazifikflotte auf einem Minenabwehrfahrzeug und nahm an der Minenräumung der Kurilen, Port Arthurs, des Ochotskischen Meeres und des Japanischen Meeres teil.
1949 wechselte Qasımbəyov zur Baltischen Flotte, wo er seine Karriere vom Kommandeur einer Minensucherdivision, über den Kommandeur der 71. Landungsschiffsbrigade bis zum Stabschef der Baltischen Marinebasis in Baltijsk fortsetzte. 1971 wurde er zum Konteradmiral ernannt und im Januar 1973 Kommandeur der Baltischen Marinebasis sowie der Garnison Baltijsk. Er beendete den Militärdienst am 9. Juli 1984 als Kommandeur der Kaspischen Flottille (1977–1984) im Rang eines Vizeadmirals.

## Auszeichnungen
- Orden des Roten Sterns (2×)
- Orden des Roten Banners der Arbeit
- Orden des Vaterländischen Krieges 1. Klasse
- Orden „Für den Dienst am Vaterland in den Streitkräften der UdSSR“ 3. Klasse
- weitere Medaillen